# You and I (album de The Pierces)
Pour les articles homonymes, voir You and I.
You and I est le quatrième album du duo vocal The Pierces.

## Liste des morceaux
| No  | Titre                    | Durée |
| --- | ------------------------ | ----- |
| 1.  | You'll Be Mine           | 3:23  |
| 2.  | It Will Not Be Forgotten | 3:52  |
| 3.  | Love You More            | 3:23  |
| 4.  | We Are Stars             | 3:47  |
| 5.  | Glorious                 | 3:39  |
| 6.  | The Good Samaritan       | 3:19  |
| 7.  | Kissing You Goodbye      | 3:00  |
| 8.  | Close My Eyes            | 4:01  |
| 9.  | Space + Time             | 3:35  |
| 10. | Drag You Down            | 4:14  |
| 11. | I Put Your Records On    | 3:27  |